# Hochseeabkommen
Das Hochseeabkommen (englisch High Seas Treaty, auch bekannt als Biodiversity Beyond National Jurisdiction treaty, deutsch Biodiversität jenseits nationaler Jurisdiktionen Konvention) der Vereinten Nationen ist ein völkerrechtlicher Vertrag zum Meeresschutz innerhalb des Seerechtsübereinkommens UNCLOS. Der Vertragstext wurde am 4. März 2023 bei der Schlusssitzung einer  UN-Konferenz in New York nach fünfzehn Jahren Vorlauf verabschiedet. Die Hohe See hatte bis dahin als weitgehend rechtsfreier Raum gegolten.
Der Vertrag schafft einen Rechtsrahmen für die Einrichtung von Meeresschutzgebieten zum Schutz vor dem Verschwinden von Arten und der Aufteilung der genetischen Ressourcen der Hohen See. Er sieht die Einrichtung einer Vertragsparteienkonferenz (COP) vor, die in regelmäßigen Abständen zusammentritt und es den Vertragsparteien ermöglicht, über die Umsetzung des Vertrags Rechenschaft abzulegen. Im Juni wurde das Abkommen auch formal auf der UN-Vollversammlung in New York beschlossen. Bevor der Vertrag nach 120 Tagen in Kraft treten kann, muss er von mindestens 60 Vertragsparteien ratifiziert werden. Die deutsche Bundesregierung beschloss bei einer Kabinettssitzung am 13. September 2023 die Unterzeichnung des Abkommens. Deutschland gehört damit zu den rund 70 Erstunterzeichnern der Konvention. Eine Ratifikation erfolgte bisher jedoch weder von Deutschland, Österreich, der Schweiz, noch von der EU.